# الكسندر لومسدن
الكسندر لومسدن هو سياسي كندي، ولد في 4 أكتوبر 1843، وتوفي في 1904. انتخب عضو برلمان مقاطعة أونتاريو ‏.